# Umberto Silva
Umberto Silva (Pellio Intelvi, 27 luglio 1943) è uno scrittore, regista e psicoanalista italiano.

## Biografia

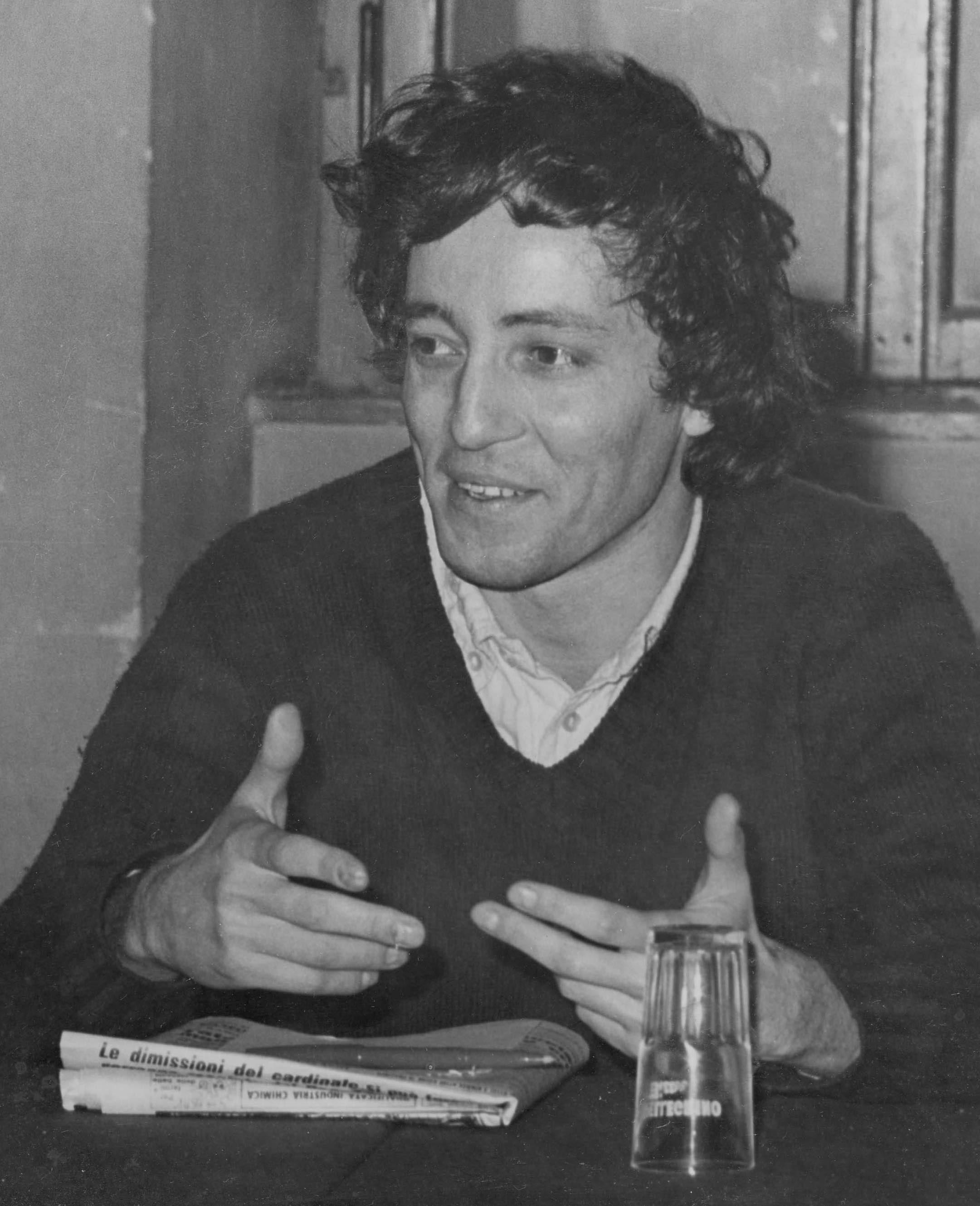
Umberto Silva

Dopo un'adolescenza milanese spesso evocata nelle sue opere, Silva si è trasferito a Roma dove ha esordito come critico, attore e regista cinematografico e televisivo. Silva ha scritto ventisei libri tra saggi, pamphlet, romanzi, poesie e poemi, trattatelli teologici, aforismi e dialoghi. Ha inoltre scritto per numerosi giornali e riviste: Filmcritica, Vel, Tel Quel, Marcatré, Spirali, La corte di Mantova, Il Messaggero, L’Informazione, il manifesto, Il Foglio. Nel 1976 e 1977 ha pubblicato La Città di Riga con Alberto Boatto, Maurizio Calvesi, Jannis Kounellis, Fabio Mauri ed Elisabetta Rasy. Silva appare come attore in alcuni film di Bertolucci, Bruno, Jancsó e Gagliardo. Tra gli anni Ottanta e Novanta è stato docente di psicologia all'Università di Teramo. Verso la fine degli anni Ottanta ha iniziato a esercitare il mestiere di psicoanalista. Nel 1993 a Padova con la moglie Sonia Ferro, scrittrice e psicoanalista, fonda e dirige l'Associazione di psicanalisi, arte e scrittura che nel 2001 dà vita alla casa editrice il notes magico da cui sono stati pubblicati scritti inediti di vari autori tra cui Guido Ceronetti, Emil Cioran, Raffaele La Capria, Valentino Zeichen. Ha una figlia, Sofia Silva.
I suoi scritti, giornalistici e letterari, mi appaiono a volte come un nuovo genere, mi ricordano quelle farfalle e quegli insetti non ancora catalogati che un entomologo scopre per caso. Per leggere bene i suoi scritti bisogna accettare il suo libero arbitrio e il suo esagerato individualismo, che nel mondo della somiglianza universale (il nostro) brillano di luce propria.
(Raffaele La Capria, 2012)

## Opere
- Ideologia e arte del fascismo, Mazzotta, 1973
- La costruzione del labirinto, con Alessandro Cappabianca e Michele Mancini, Mazzotta, 1974
- Imbecillità e morte, Cooperativa scrittori, 1976
- Il cavaliere della paura, Spirali, 1980
- Il commercio nella letteratura italiana. Il Novecento, con Renato Minore, Newton Compton, 1986
- Demoni insonni, Spirali, 1986
- Lo psicoanalista, ES, 1997
- La puttana rumena, ES, 1998
- Milano, ES, 1999
- Amare o uccidere, il notes magico, 2001
- La figlia unica, il notes magico, 2002
- Pensione Purgatorio, il notes magico, 2003
- Il fronte interno, il notes magico, 2004
- La sapienza delle donne, il notes magico, 2004
- Il comunismo, per favore no, il notes magico, 2005
- Mälaren, il notes magico, 2006
- Dio è vivo, Santità, il notes magico, 2007
- La giovinezza, l'amore, la fortuna, il notes magico, 2008
- Il figlio è vivo, Santità, il notes magico, 2009
- Ah Chica!, il notes magico, 2010
- Nessuno dorme, il notes magico, 2011
- Solo le cameriere s'innamorano, il notes magico, 2012
- Uomo che scrive nella notte, il notes magico, 2012
- L'amore al tempo delle Botteghe Oscure, il notes magico, 2014
- Al bar, con Raffaele La Capria, nottetempo, 2015
- Papa Carlotta, Clichy, 2017

## Filmografia

### Cinema
- Come ti chiami, amore mio? (1970)
- Difficile morire (1977)

### Televisione
- Il segreto di Gustave Flaubert (1983)
- Le avventure di Jean-Jacques Rousseau (1984)
- Il sogno di Amleto (1987)
- Les Italiens - Smeraldina liberata (1989)